# Oculus Quest
Meta Quest (раніше Oculus Quest) — це шолом віртуальної реальності, розроблений Meta Quest. Пристрій повністю автономний, працює на базі чіпа Qualcomm Snapdragon 835, а також має два контролери з шістьма степенями вільності (6DoF). Ціна на релізі становила 399$ за версію на 64 ГБ, і 499$ за 128 ГБ.

## Історія
На Oculus Connect 3 у 2016, керівник Facebook Inc Марк Цукерберг заявив, що Oculus працює над автономним шоломом віртуальної реальності на базі Oculus Rift S під кодовою назвою Санта-Круз
У наступному році на Oculus Connect 4, компанія Oculus повідомила, що планує почати розсилати набори засобів розробки (SDK) вже у 2018 році. Також були представлені й супутні контролери, які будуть аналогічні Touch контролерам Oculus Rift
У 2018, на Oculus Connect 5 була оголошена вартість пристрою у розмірі 399$, а також було дано назву Oculus Quest. На Facebook F8 2019 було заявлено, що офіційний запуск Oculus Quest відбудеться 21 травня, 2019
25 вересня 2019 року на Oculus Connect 6 було представлено дротове рішення для підключення до комп'ютера для Oculus Quest, яке отримало назву Oculus Link. На тій же презентації було оголошено, що в початку 2020 року вийде безкоштовне оновлення, яке дозволить керувати пристроєм за допомогою рук, а також для розробників було надано SDK, яке дозволить інтегрувати нову систему відстежування у додатках
10 грудня 2019 року, Oculus почала поступове розповсюдження 12 версії прошивки для Oculus Quest, де стала доступна бета-версія відстежування рухів рук користувача за допомогою камер. Відстежування рук працювало тільки у головному меню і власних додатках компанії Oculus, однак вже 23 грудня 2019 року, було випущено SDK для розробників, яке дозволило додати відстежування рук у сторонні додатки
16 вересня 2020 року на Facebook Connect (Колишній Oculus Connect) було представлено наступника Oculus Quest 2. Новий шолом має чіп Qualcomm Snapdragon XR2 і 6 ГБ оперативної пам'яти. Вага пристрою стала меншою на 10%, а замість двох OLED екранів тепер використовується один LCD с приблизним розширеним 2K на одне око
Марк Цукерберг обіцяє вихід Oculus Quest 3, однак поки Oculus Quest 2 виконує усі поставлені потреби.

## Характеристики пристрою
Oculus Quest має схожий з Oculus Go дизайн, при цьому має більш потужний графічний чіп Qualcomm Snapdragon 835 і систему активного охолодження. Шолом має масу 571 г, у порівнянні, маса оригінального Oculus Rift — 470 г. Батарея розрахована приблизно на 2—3 години.

### Oculus Insight
Oculus Quest має схожу з Oculus Rift S систему відстежування розташування шолома, яка має назву Oculus Insight. Вона використовує 4 ширококутні камери, які розташовані по кутах шолома, щоб візуально орієнтуватися у приміщенні, у якому знаходиться користувач.

### Контролери
Oculus Quest використовує контролери другого покоління, як і Oculus Rift S. Вони забезпечені новою системою зовнішнього відстежування рухів. Відстежувальні кільця в нових контролерах були переміщені впереж контролера, в той час як у старих контролерів Oculus Touch кільця знаходяться позаду. Нове розташування контролерів допомагає краще відстежувати рухи камерами, які розташовані на шоломі.